# Wonosobo Barat
Wonosobo Barat is een bestuurslaag in het regentschap Wonosobo van de provincie Midden-Java, Indonesië. Wonosobo Barat telt 7888 inwoners (volkstelling 2010).